# Oum Hadjer
Oum Hadjer è un comune del Ciad e capoluogo del dipartimento di Batha Orientale, provincia di Batha.